# Hipposideros megalotis
Hipposideros megalotis is een zoogdier uit de familie van de bladneusvleermuizen van de Oude Wereld (Hipposideridae). De wetenschappelijke naam van de soort werd voor het eerst geldig gepubliceerd door Theodor von Heuglin in 1862.